# Valle de Guadalupe (Jalisco)
Valle de Guadalupe é um município do estado de Jalisco, no México.
Em 2005, o município possuía um total de 6.052 habitantes.